# Уайт, Джон (гребец)
Джон Галбрейт «Джонни» Уайт (англ. John Galbraith "Johnny" White; 16 мая 1916, Сиэтл, Вашингтон — 16 марта 1997, Белвью, Вашингтон) — американский гребец, выступавший за сборную США по академической гребле в середине 1930-х годов. Чемпион летних Олимпийских игр в Берлине, победитель и призёр многих студенческих регат.

## Биография
Джон Уайт родился 16 мая 1916 года в Сиэтле, штат Вашингтон.
Начал заниматься академической греблей во время учёбы в Вашингтонском университете в Сиэтле, состоял в местной гребной команде «Вашингтон Хаскис», неоднократно принимал участие в различных студенческих регатах, в частности в восьмёрках выигрывал чемпионат Межуниверситетской гребной ассоциации (IRA).
Наивысшего успеха в гребле на международном уровне добился в сезоне 1936 года, когда вошёл в основной состав американской национальной сборной и благодаря череде удачных выступлений удостоился права защищать честь страны на летних Олимпийских играх в Берлине. В составе распашного экипажа-восьмёрки с рулевым в финале обошёл всех своих соперников, в том числе более чем на полсекунды опередил ближайших преследователей из Италии, и тем самым завоевал золотую олимпийскую медаль.
Окончив университет, получил степень в области металлургии. Впоследствии работал в отделе продаж сталелитейной компании Bethlehem Steel, занимал должность генерального менеджера по продажам.
Умер 16 марта 1997 года в городе Белвью, штат Вашингтон, в возрасте 80 лет.